# Kaliska (prénom)
Pour les articles homonymes, voir Kaliska.
Kaliska est un prénom féminin.

## Sens et origine du prénom
- Prénom féminin d'origine nord-amérindienne[1].
- Prénom qui signifie "coyote chassant le cerf".

## Prénom de personnes célèbres et fréquence
- Prénom aujourd'hui peu usité aux États-Unis [2].
- Prénom parfois usité en Belgique, bien que rarement.
- Prénom qui a été usité une seule fois en France[3].